# Кубок Північної Ірландії з футболу 2012—2013
Кубок Північної Ірландії з футболу 2012–2013 — 133-й розіграш кубкового футбольного турніру в Північній Ірландії. Титул здобув Гленторан.

## Календар
| Раунд           | Дата                                                   | Матчі | Клуби    |
| --------------- | ------------------------------------------------------ | ----- | -------- |
| Перший раунд    | 15 вересня 2012                                        | 35    | 119 → 84 |
| Другий раунд    | 20-27 жовтня 2012                                      | 22    | 84 → 62  |
| Третій раунд    | 17 листопада 2012                                      | 10    | 62 → 52  |
| Четвертий раунд | 8 грудня 2012                                          | 20    | 52 → 32  |
| 1/16 фіналу     | 12 січня 2013, 22 січня - 4 лютого 2013 (перегравання) | 16+3  | 32 → 16  |
| 1/8 фіналу      | 9-26 лютого 2013                                       | 8     | 16 → 8   |
| 1/4 фіналу      | 2 березня 2013, 12 березня 2013 (перегравання)         | 4+1   | 8 → 4    |
| 1/2 фіналу      | 6 квітня 2013                                          | 2     | 4 → 2    |
| Фінал           | 4 травня 2013                                          | 1     | 2 → 1    |

## 1/16 фіналу
| Команда 1              | Рахунок | Команда 2                     |
| ---------------------- | ------- | ----------------------------- |
| 12 січня 2013          |         |                               |
| Дандела (2)            | 4:3     | Квінз Юніверсіті (3)          |
| Нокбреда (3)           | 5:1     | Росаріо Йот Клаб (4)          |
| Тобермор Юнайтед (2)   | 2:2     | Кілмоур Рекреейшн (4)         |
| Ардс (2)               | 4:0     | Іммакулата (4)                |
| Балліклер Комрадс (3)  | 2:3     | Бангор (2)                    |
| Балліміна Юнайтед      | 2:1     | Ворренпойнт Таун (2)          |
| Кліфтонвілль           | 4:2     | Баллінамаллард Юнайтед        |
| Колрейн                | 7:0     | Баллінахінч Юнайтед (4)       |
| Гленавон               | 5:1     | Харленд-енд-Вульф Велдерс (2) |
| Інститут (2)           | 2:1     | Ретфріланд Рейнджерс (4)      |
| Кіллимун Рейнджерс (4) | 1:4     | Гленторан                     |
| Ларн (2)               | 1:1     | Лурган Селтік (3)             |
| Лінфілд                | 2:2     | Крузейдерс                    |
| Лісберн Дістіллері     | 5:1     | Коа Юнайтед (2)               |
| Лофгол (2)             | 1:3     | Доунгал Селтік                |
| Портадаун              | 2:1     | Данганнон Свіфтс              |

Перегравання
| Команда 1            | Рахунок | Команда 2             |
| -------------------- | ------- | --------------------- |
| 22 січня 2013        |         |                       |
| Тобермор Юнайтед (2) | 0:1     | Кілмоур Рекреейшн (4) |
| Крузейдерс           | 2:1     | Лінфілд               |
| 4 лютого 2013        |         |                       |
| Ларн (2)             | 1:4     | Лурган Селтік (3)     |

## 1/8 фіналу
| Команда 1          | Рахунок | Команда 2             |
| ------------------ | ------- | --------------------- |
| 9 лютого 2013      |         |                       |
| Балліміна Юнайтед  | 2:3     | Колрейн               |
| Бангор (2)         | 2:5     | Гленторан             |
| Кліфтонвілль       | 2:0     | Доунгал Селтік        |
| Інститут (2)       | 0:2     | Кілмоур Рекреейшн (4) |
| Лурган Селтік (3)  | 0:3     | Нокбреда (3)          |
| Крузейдерс         | 4:1     | Гленавон              |
| Портадаун          | 1:0     | Ардс (2)              |
| 26 лютого 2013     |         |                       |
| Лісберн Дістіллері | 2:1     | Дандела (2)           |

## 1/4 фіналу
| Команда 1      | Рахунок | Команда 2             |
| -------------- | ------- | --------------------- |
| 2 березня 2013 |         |                       |
| Кліфтонвілль   | 2:0     | Кілмоур Рекреейшн (4) |
| Колрейн        | 0:3     | Портадаун             |
| Крузейдерс     | 1:1     | Лісберн Дістіллері    |
| Нокбреда (3)   | 1:3     | Гленторан             |

Перегравання
| Команда 1          | Рахунок         | Команда 2  |
| ------------------ | --------------- | ---------- |
| 12 березня 2013    |                 |            |
| Лісберн Дістіллері | 1:1 дч пен. 3:4 | Крузейдерс |

## 1/2 фіналу
| Команда 1     | Рахунок | Команда 2    |
| ------------- | ------- | ------------ |
| 6 квітня 2013 |         |              |
| Портадаун     | 0:1     | Гленторан    |
| Крузейдерс    | 0:2     | Кліфтонвілль |

## Фінал
| 4 травня 2013 16:30 (EEST) |

| Кліфтонвілль | 1:3 дч   | Гленторан                        |
| ------------ | -------- | -------------------------------- |
| Гормлі 34'   | Протокол | Вотерворс 64', 101' Коллечер 99' |

| Віндзор Парк, Белфаст Глядачів: 9 825 Арбітр: Арнолд Хантер |